# جینو پیرینس
جینو پیرینس (به ایتالیایی: Gino Pernice) (زاده ۶ می ۱۹۲۷-درگذشته ۲۵ آوریل ۱۹۹۷) بازیگر ایتالیایی بود.
از فیلم‌های معروف او می‌توان به بازی در در آخرین لحظه، وای خدا، ریتای غرب، هیکل دختر زیبا، نخستین شیره زفاف، عشق و انرژی، خیانت به سبک ایتالیایی و دلدادگی اشاره کرد.